# Jan Erik Husbom
Jan Erik Bertil Husbom, född 6 maj 1951 i Stockholm, är en svensk före detta barnskådespelare. Han bor numera i Saltsjö-Boo.

## Filmografi
- 1960 – Alla vi barn i Bullerbyn
- 1961 – Bara roligt i Bullerbyn[3]